# Ciudad de Kompung Chinang
Kompung Chinang (en camboyano: ក្រុងកំពង់ឆ្នាំង) es la capital de la provincia homónima de Camboya, y uno de los principales centros de pesca del país. La ciudad está ubicada además sobre el antiguo emplazamiento del que fuera la Ciudad de Udong, capital del Reino de Camboya entre 1618 - 1866 antes de que esta pasara a ser Nom Pen. Los restos arqueológicos de Udong pueden verse en Phnom Udong.

## Geografía
La ciudad está situada a orillas del gran Río Sap, lo que la hace un puerto fluvial importante y el primer centro de pesca del país. Situada en la llanura camboyana, posee cerca algunas altitudes menores.

## Lugares para visitar
La ciudad en general tiene un aspecto tranquilo, pagodas y jardines que la hacen atractiva a visitantes, pero es más una población del comercio cuya vida está ligada al río. Algunos sitios cercanos:
- Jardín Mear Yeang: a 5 km al norte por la Carretera Nacional 5. Es un club que además guarda una rica colección de estatuas y otros artículos.

- Aldea Ban Chkol: si la región es célebre por su producción artesanal de cerámicas, las mismas tienen como centro indiscutible esta aldea a 8 km al sur de la ciudad.

## Población
La cercanía a la frontera ha hecho que la Provincia en general sea sitio de un 44,3% de la población es de menores de 14 años. El 58,9% de la población es literada y entre esta el 67,4% son varones y el 51,6% mujeres. La tasa de desempleo está en el 3,1 de la cual 2,9 corresponde a los varones y 3,2 a las mujeres(¹). Muchas personas que viven en la ciudad son de origen vietnamita que se dedican a la pesca, así como de le etnia Cham, pero la mayoritaria es la etnia Jemer. 